# Ganz und gar
Ganz und gar ist eine deutsche Tragikomödie von Marco Kreuzpaintner aus dem Jahr 2003 mit David Rott und Mira Bartuschek in den Hauptrollen. Der von der Olga Film produzierte Film startete am 5. Juni 2003 in den deutschen Kinos.

## Handlung
Der junge Zimmermann Torge ist ein Mädchenschwarm und richtiger Draufgänger. Dies ändert sich von einer Sekunde auf die andere, als ihm nach einem Arbeitsunfall der Unterschenkel amputiert werden muss. Fortan zieht sich Torge zurück und verhält sich auch seinen Freunden gegenüber distanziert. Er versinkt in Selbstmitleid und Zynismus. Seine Freunde machen als Maßnahme dagegen eine Wette, bei der er sich in seine beste Freundin Lisa verliebt. Dies führt nunmehr zu einem positiven Stimmungswechsel von Torge.

## Kritik
Der Filmdienst schrieb: „Postpubertäre Tragikomödie, allzu uneinheitlich in der Inszenierung. Das berührende Spiel der beiden Hauptdarsteller gleicht die formalen Defizite indes ein wenig aus.“

## Auszeichnungen
- 2003: David Rott erhielt den Max-Ophüls-Preis als „bester Nachwuchsdarsteller“